# Уланівська сільська рада (Хмільницький район)
| Уланівська сільська рада — колишній орган місцевого самоврядування у Хмільницькому районі Вінницької області з адміністративним центром у с. Уланів. Сільській раді підпорядковані населені пункти: - с. Уланів - с. Воронівці - с. Пагурці - с. Тараски - с. Чепелі |

## Склад ради
Рада складається з 20 депутатів та голови.

## Керівний склад сільської ради
| ПІБ                           | Основні відомості                                                                                  | Дата обрання | Дата звільнення |
| ----------------------------- | -------------------------------------------------------------------------------------------------- | ------------ | --------------- |
| Линник Анатолій Олександрович | Сільський голова, 1947 року народження, освіта, безпартійний                                       | 26.03.2006   | 31.10.2010      |
| Голубенко Сергій Іванович     | Сільський голова, 1972 року народження, освіта вища, член Всеукраїнського об'єднання «Батьківщина» | 31.10.2010   |                 |

Примітка: таблиця складена за даними джерела